# دهستان کلاته‌های غربی
دهستان کلاته‌های غربی یکی از دهستان‌های شهرستان شاهرود در استان سمنان ایران است. بر پایه سرشماری سال ۱۳۸۵، جمعیت این دهستان برابر با ۳٬۴۵۶ نفر (۹۷۶ خانوار) بوده است.
دهستان کلاته‌های غربی در بخش بسطام واقع است. مرکز این دهستان، روستای خیج است و دیگر روستاهای مسکونی آن از این قرارند:
- مزج
- جیلان

پادگان چهل دختر در این دهستان قرار دارد.